# Râul Ponor, Crișul Negru
Râul Ponor este un curs de apă, afluent al Râului Țarinii. 

## Hărți
- Harta munții Bihor-Vlădeasa  Arhivat în 9 iunie 2008, la Wayback Machine.
- Harta munții Apuseni